# Tom et Jerry sur un gratte-ciel
Pour plus de détails, voir Fiche technique et Distribution.
Tom et Jerry sur un gratte-ciel (Pent-House Mouse) est un cartoon de Tom et Jerry réalisé par Chuck Jones et Maurice Noble, produit par la Metro-Goldwyn-Mayer sorti en 1963.

## Sypnosis
Tom se repose dans un penthouse, alors que Jerry n'arrive pas à trouver de la nourriture, étant obligé d'attacher sa queue autour de sa taille pour empêcher son estomac de grogner.
Tout à coup Jerry apreçoit une boîte à casse-croûte.

## Musique
- Eugene Poddany